# 이은서 (레이싱 모델)
이은서(본명: 이지은, 1991년 1월 15일 ~ )는 대한민국의 레이싱 모델이다.

## 경력

### 레이싱모델 경력
- 2011년 - 지스타 넥슨 모델
- 2011년 - 서울모터쇼 르노삼성 레이싱 모델
- 2010년 - 부산국제모터쇼 르노삼성 레이싱 모델